# Res gestae Divi Augusti

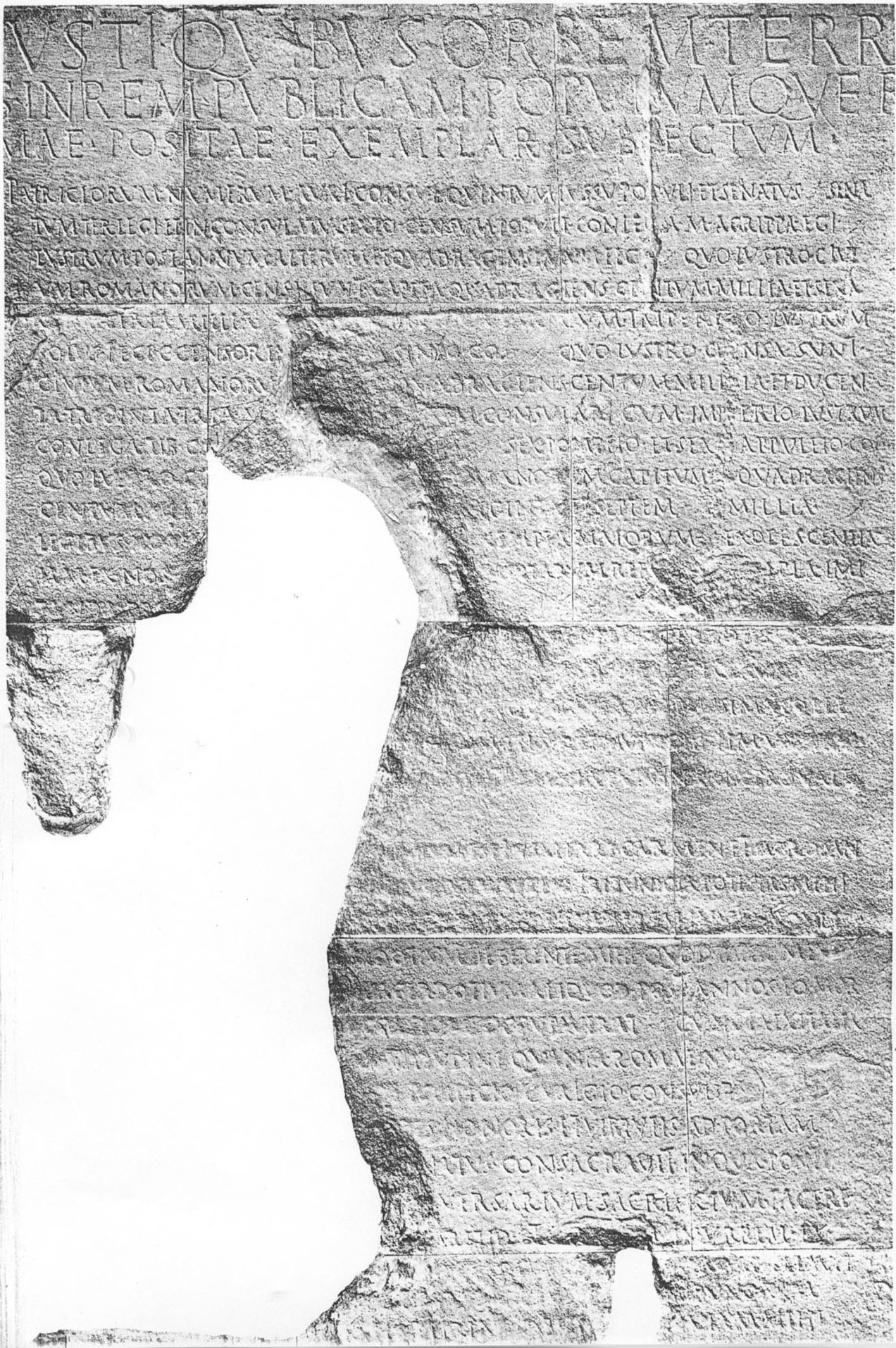
Một phần của Res gestae Divi Augusti.

Res gestae Divi Augusti (tạm dịch: Những công tích của đức Augustus chí thánh), viết tắt Res gestae, là bản khắc ghi chép về cuộc đời và những thành tựu của vị Hoàng đế La Mã đầu tiên, Augustus, trong góc nhìn người thứ nhất. Res Gestae là một tác phẩm đặc biệt quan trọng, vì nó cho ta một cái nhìn vào hình ảnh Augustus trong con mắt những người La Mã thời bấy giờ. Những phần khác nhau của Res Gestae đã được tìm thấy ở Thổ Nhĩ Kỳ ngày nay. Bản thân những câu ghi này cũng là một vật kỷ niệm sự thành lập của Triều đại Julia-Claudia nối tiếp Augustus. Theodor Mommsen, người đã viết một trong những bài bình luận quan trọng nhất về tác phẩm, đã mô tả Res Gestae như là "Nữ hoàng của những văn khắc cổ đại".

## Cấu trúc
Văn bản gồm một đoạn giới thiệu ngắn, 35 đoạn chính và một phần phụ lục viết về sau khi chết. Những đoạn này thông thường được chia làm bốn phần, sự nghiệp chính trị, làm việc thiện, những thành tích quân sự và những phát biểu chính trị.
Phần đầu tiên (đoạn 2–14) là có liên quan với sự nghiệp chính trị của Augustus, nó ghi lại các chức vụ và danh dự chính trị mà ông đã nắm giữ. Augustus cũng có một danh sách dài những chức vụ và đặc quyền ông từ chối nhận. Phần thứ hai (đoạn 15–24) ghi chép những quyên góp tiền bạc, đất đai và ngũ cốc của Augustus cho các công dân của nước Ý và binh lính của mình, cũng như những công trình công cộng được xây dựng theo yêu cầu của ông hay những buổi đấu võ sĩ giác đấu do ông uỷ quyền. Văn bản còn cẩn thận chỉ ra rằng tất cả điều này đã được trả bằng quỹ riêng của Augustus. Phần thứ ba (đoạn 25–33) mô tả những chiến công ông và việc ông thiết lập liên minh với các quốc gia khác như thế nào trong triều đại của mình. Phần thứ tư, tức phần cuối (đoạn 34–35) bao gồm sự bày tỏ của những người La Mã ủng hộ cho triều đại và những kỳ cồng của Augustus. Phần phụ lục được viết trong góc nhìn người thứ ba và có lẽ không phải do chính Augustus viết. Nó tóm tắt toàn bộ văn bản; và liệt kê danh sách những công trình mà ông tu sửa, xây dựng. Phần phụ lục còn nói rằng, trong triều đại của mình, Augustus đã dành 600 triệu đồng denarii bạc (tức là 600,000 đồng denarii vàng) từ quỹ riêng để đầu tư vào các dự án công cộng. Tiền tệ thời cổ đại không thể chuyển đổi thành giá trị thời hiện đại, nhưng số tiền mà ông bỏ ra rõ ràng vượt quá khả năng của bất cứ người nào trong đế chế. Augustus củng cố quyền lực bằng cách đảo ngược chính sách thuế cũ, bắt đầu với việc với tài trợ aerarium militare bằng 170 triệu sesterces từ quỹ riêng của mình.

## Lịch sử
Theo như trong văn bản thì nó đã được viết ngay trước khi Augustus mất vào năm 14, nhưng có lẽ nó đã được viết từ nhiều năm trước và có thể đã trải qua nhiều lần sửa đổi. Augustus trước khi qua đời đã để lại di chúc, chỉ thị Viện Nguyên lão khắc lại văn bản này. Bản gốc, được chạm khắc trên một đôi cột bằng đồng và đặt trước lăng mộ của Augustus nay không còn tồn tại. Nhiều bản sao của văn bản đã được chạm khắc tại các di tích hoặc đền thờ trên khắp đế quốc La Mã và một vài trong số chúng vẫn tồn tại cho đến ngày nay; đáng chú ý nhất là một bản sao gần như đầy đủ, được viết bằng tiếng Latinh gốc kèm với một bản dịch tiếng Hy Lạp, đã được bảo quản tại một ngôi đền thờ Augustus ở Ancyra (Monumentum Ancyranum của Ankara, Thổ Nhĩ Kỳ); hai bản sao khác đã được tìm thấy ở Apollonia và Antiochia, cả hai đều ở Pisidia, thuộc Thỗ Nhĩ Kỳ ngày nay.
Res Gestae là một tác phẩm mang đậm chất tuyên truyền cho chế độ princeps của Augustus. Nó có xu hướng tô điểm những sự kiện diễn ra giữa vụ ám sát Julius Caesar và chiến thắng của Augustus trước trận Actium, khi mà quyền lực của ông không còn bị ai đe doạ nữa: Nhưng người đối nghịch Augustus không được gọi bằng tên; Những kẻ sát hại Caesar như Brutus hay Cassius đều chỉ được gọi là "những kẻ giết cha ta"; Hai địch thủ của Augustus trong nội chiến, Marcus Antonius chỉ được gọi là "kẻ gây chiến với ta" (ta ở đây tức là Augustus), còn Pompeius được gọi là một tên cướp biển. Ngay cả ở các phần khác, Res Gestae không đưa ra một bài trình bày khách quan về lịch sử, thay vì đó là quan điểm của chính Augustus. Bằng một cách diễn đạt thường được sử dụng trong tác phẩm, Augustus đã đề cập về cách nhìn của ông về vị trí của mình trong nền cộng hoà mới được khôi phục:
| (language?) « Post id tempus auctoritate omnibus praestiti, potestatis autem nihilo amplius habui quam ceteri, qui mihi quoque in magistratu conlegae fuerunt » | (Vietnamese)« Sau thời điểm đó, (sau năm 27 TCN) uy quyền/sự ảnh hưởng của ta đã vượt xa tất cả, quyền lực mà ta đang nắm, không còn là những cái mà đồng nghiệp của ta đã từng nắm. (Ý của vế sau là Augustus đã trở thành hoàng đế, không còn nắm những chức vụ thấp hơn nữa...) » |
| (Augustus, Res gestae 34 ) | |

Nền cộng hoà cũ được "phục hồi", nhà lãnh đạo của họ - Augustus - không phải là gì khác ngoài "công dân thứ nhất", tức là bình đẳng với mọi người. Tuy nhiên, trên thực tế, nó giống với chế độ quân chủ chuyên chế bởi những đặc quyền thần thánh, cũng như sự hỗ trợ từ lưỡi kiếm của các quân đoàn mà người lãnh đạo nhận được